# Kowalczyki (ptaki)
Kowalczyki (Pseudocolaptinae) – podrodzina ptaków z rodziny garncarzowatych (Furnariidae). 

## Zasięg występowania
Podrodzina obejmuje gatunki występujące w Ameryce.

## Systematyka
Do podrodziny należą następujące rodzaje:
- Tarphonomus Chesser & Brumfield, 2007
- Premnornis Ridgway, 1909 – jedynym przedstawicielem jest Premnornis guttuliger (P.L. Sclater, 1864) – liściarczyk
- Pseudocolaptes Reichenbach, 1853